# Anatomy of a fight
Anatomy of a fight er en eksperimentalfilm instrueret af Thomas C. Christensen.

## Handling
To mænd duellerer i storbyrummet. Et studie i urkrigeren i mennesket.